# Troglohyphantes pedemontanus
Troglohyphantes pedemontanus là một loài nhện trong họ Linyphiidae.
Loài này thuộc chi Troglohyphantes. Troglohyphantes pedemontanus được miêu tả năm 1908 bởi Gozo.